# 泉大津市立戎小学校
泉大津市立戎小学校（いずみおおつしりつ えびすしょうがっこう）は、大阪府泉大津市河原町にある公立小学校。

## 沿革
明治５年（1872年）７月１日、南溟寺の堂字を借り、それを仮庁舎とし郷小学校大津分校として創立。当時の本校は穴師村大字池浦にあった。
明治６年（1873年）５月、郷学校大津分校が独立し、第１９番小学となる。当時の組合区域は、泉群宇田大津、下条大津、忠岡村、磯ノ上村、虫取村、二田村、助松村であった。
明治８年（1875年）５月、第１９番小学から大津小学校に改称。
明治８年（1875年）６月、組合区域が、大津村下条大津、全宇多大津、穴師村字虫取、上条村字二田となる。
明治９年（1876年）、上、中、下の三小学科を併置。
明治１５年（1882年）３月、小学校令改正のため、初等、中等の両小学科を併置。
明治１７年（1884年）１１月、生徒増により、分教場を宇多大津村阿弥陀寺本堂に設置。
明治１８年（1885年）７月、敷地を下条大津244、246番地とし、新校舎建設に着手。
明治１９年（1886年）１月１５日、大津小学校新築落成。ガラス窓、ペンキ塗りの洋風式の建物。
明治１９年（1886年）１２月、小学校中等科を廃止。
明治２０年（1887年）４月１日、学制の改正により、大津尋常小学校と改称する。大津簡易小学校を併置する。従来の級から、学年へと変わる。
明治２０年（1887年）１２月１日、大津高等小学校を増設する。
明治２１年（1888年）４月、下条小馬町にあった大津村役場を本小学校構内に移転。
明治２１年（1888年）１２月、訓導岩附正宣氏、初代校長として兼務を命じられる。
明治２１年（1888年）１２月末、生徒数196名、本年度経費477円29銭５厘
明治２３年（1890年）９月１日、大津簡易小学校を廃止する。
明治２６年（1893年）４月１日、小学校令改正により、大津尋常小学校と大津高等小学校の２校を併置する。両方とも修業は４年であった。通学区は大津村のみとなる。しかし、穴師村、上条村、忠岡村の高等科生は、寄付金を受けて就学を承認する。穴師村大字虫取りのみは、尋常科生のみ就学を許可する。
明治２６年（1893年）７月１日、大津尋常小学校と大津高等小学校を併せて、大津尋常高等小学校と改称する。
明治２６年（1893年）１０月１９日、裁縫専門科を併設し、小学校を卒業した女子の入学を許可。修業年限３年。
明治２８年（1895年）４月１日、高等科生徒増により、２学級となる。
明治２８年（1895年）４月２１日、明治27、28年の戦役による陸軍戦利品の榴弾1個、小銃１丁、三角剣１本が下附される。
明治２８年（1895年）７月２０日、校舎が大破損したため改修工事を行う。約２か月で工事終了。
明治２８年（1895年）１２月１日、穴師村に高等小学校が新設され、同村出身者は転出。
明治３０年（1897年）６月１日、尋常小学校生徒増により、４学級となる。
明治３１年（1898年）１１月１５日、１６日、天皇の行幸に際し奉送迎を行う。
明治３２年（1899年）４月１日、他村からの高等科生徒を遮断する。寄付金に関する契約も自然消滅する。
明治３４年（1901年）４月１日、尋常科児童増により、５学級編成となる。穴師村大字虫取より、年額８年の寄付を受け、尋常科に入学を許可。小学校令改正のため、授業時間数が尋常科１年は２１時間、２年は２４時間、３・４年は２７時間、高等科は男子２８時間女子３０時間となる。
明治３５年（1902年）４月１日、高等科に入学する他村の生徒は、月30銭の授業料を納める他、更に寄付金として年額１円80銭を４月と１０月に分納させる。小学校教科書が国定となる。
明治３５年（1902年）５月１９日、高等科に英語の科目を加えて必須科とする。但し女子は随意。
明治３５年（1902年）７月２４日、裁縫専修科を大津尋常高等小学校附設裁縫学校と改称。修業年限３年の上に１年の専修科を設ける。
明治３５年（1902年）９月８日、下条大津にコレラ発生のため１週間休校となる。
明治３５年（1902年）１０月２５日、高等科を２学級とする。
明治３６年（1903年）４月１日、尋常科を６学級に高等科を２学級に編成する。
明治３６年（1903年）７月８日、大津川堤防決壊し、校舎浸水。清掃整理のため、７月１０日より１９日まで休校する。
明治３７年（1904年）４月１日、他村から就学するものは、授業料の他、寄付金として年６円を４月と１０月に分納させる。
明治４０年（1907年）９月２７日、日露戦争の戦利品として、軍刀、銃等を下賜される。
明治４１年（1908年）４月１日、小学校令改正により、尋常科の修業年限を６年に延長し、高等科を２年とした。これにより教室が不足し、大津織物会社所有の建物を借用し、仮教室２室設け、大津尋常高等小学校分校と称した。
明治４１年（1908年）６月３日、伏見宮貞愛親王、特命検閲使として通過するため、大津駅で職員、児童が奉送迎した。
明治４２年（1909年）２月１日、欠席児童多数のため、許可を受けて簡易就学の方法として３学級を編成し、夜間学級を開始。
明治４２年（1909年）６月５日、校舎校地が狭くなり、戎町31番地に新校舎建設のため地鎮祭を行う。併せて、大運動会を開催。来賓多数で、花火の打ち上げ、楽隊の演奏もあった。敷地面積２２１８坪５合
明治４２年（1909年）７月３０日、新校舎建設のため、７０００円の起債申請をおこなう。
明治４３年（1910年）５月１６日、新校舎落成。落成式を待たず移転、授業を開始する。附設裁縫学校も同時に移転する。敷地料1318円30銭、土木費1730円97銭、建築費13594円64銭、設備費541円35銭、雑費1085円78銭、総計19271円４銭
明治４３年（1910年）５月３１日、仮庁舎の児童も新庁舎へ移転し、移転完了する。
明治４３年（1910年）１０月５日、本年度より、神社祭典日を１０月５日と、泉北郡が統一、この日に合わせ新築落成式を行う。余興とし打上煙火、児童作品展、生徒遊戯、銃剣道、米蝶一座の手踊、盆栽展等が行われる。
明治４４年（1911年）７月１２日、体力向上と精神鍛錬を行い、海事思想を養成する目的のため、水泳科を創設。
明治４５年（1912年）７月２６日、天皇が病気になり、児童に平癒を祈ることを諭す。
明治４５年（1912年）７月３１日、天皇崩御。哀悼式を行う。
大正元年（1912年）１０月１０日、尋常５年以上を職員６名で引率し、伏見桃山陵に参拝する。
大正元年（1912年）１２月２日、運動場に回旋塔を建設する。
太守２年（1913年）１月１４日、大阪府下の児童展覧会を３日間開く。府下から多数の観覧者があった。
大正３年（1914年）４月１日、普通教室１室を増設。
大正３年（1914年）４月１１日、皇太后崩御。哀悼式を行う。
大正３年（1914年）５月２４日、皇太后大喪。午後３時遙拝式。２５，２６日弔意のため休業。
大正３年（1914年）１１月５日、校旗を新調し授与式を行う。
大正４年（1915年）４月１日、泉北郡大津村を大津町と改称し、町制となる。
大正４年（1915年）４月５日、町制祝賀のため、午後１時旗行列。夜間提灯行列を行う。
大正４年（1915年）１０月２６日、天皇の御真影が下賜される。
大正４年（1915年）１１月１０日、今上天皇即位の大典、戎小学校でも奉祝式が行われる。
大正４年（1915年）１１月１６日、午後５時より、大典を奉祝し、全校児童の提灯行列を実施。
大正４年（1915年）１１月１７日、千載一遇の盛典を記念し、職員一同より石灯籠１基を築山に建立。
大正５年（1916年）５月４日、教育に関する沙汰の写しを発給される。
大正５年（1916年）１０月２６日、皇后の御真影を下賜される。
大正５年（1916年）１１月３日、皇太子、立太子礼のため、奉賀式を行う。
大正６年（1917年）４月３日、校庭にて、故陸海軍人招魂祭を挙行する。
大正６年（1917年）５月８日、皇太子、浜寺へ行敬に際し、戎小学校児童職員が諏訪ノ森で奉迎する。皇太子が綱引きを観覧。綱引きには戎小学校尋常科６年から高等科２年の16名の選手と、泉北１２校の指揮者として、戎小学校職員が参列。
大正６年（1917年）５月２６日、５月８日の綱引きに参加した児童には金５０疋、職員には２００疋下賜される。
大正８年（1918年）７月１日、独対連合国平和条約締結のため、臨時休校とする。
大正８年（1918年）１２月１６日、大津実業補修学校を併設する。入学者２３名。
大正９年（1919年）１０月３０日、教育勅語下賜３０周年記念式を行う。
大正９年（1919年）１２月１日、雨天体操場４５坪を増築する。
大正１１年（1922年）３月３１日、裁縫学校を大津実業補修学校女子部に改める。修業前期２年後期２年とする。実業補修学校の校則を変更し、授業科を廃止、学科目制度とし専任教員を置く。生徒増加し７２名。
大正１１年（1922年）７月１日、創立５０周年記念、学制発布５０周年記念式典、旗行列、学芸会を開催し、参加者多数。

## 通学区域
- 青葉町、上之町、戎町、河原町、汐見町、式内町（＊調整区域有り）、下之町、清水町、神明町（調整区域有り）、高津町、田中町（調整区域有り）、西港町、東港町（調整区域有り）、本町、夕凪町、若宮町（＊調整区域有り）[1]

※卒業後は基本的に泉大津市立誠風中学校に進学する。